# Großer Preis von Spanien 1978
Der Große Preis von Spanien 1978 (offiziell XXIV Gran Premio de España) fand am 4. Juni auf dem Circuito Permanente del Jarama in der Nähe von Madrid statt und war das siebte Rennen der Automobil-Weltmeisterschaft 1978.

## Berichte

### Hintergrund
Zwei Wochen nach dem Premierensieg des Lotus 79 direkt beim ersten Grand-Prix-Einsatz in Belgien durch Mario Andretti konnte das Team Lotus nun beiden Werksfahrern jeweils ein Exemplar dieses Wagens zur Verfügung stellen, sodass auch Ronnie Peterson mit dem neuen Modell antreten konnte. Zudem erhielt man weitere finanzielle Unterstützung durch den Sponsor Olympus, der sein Engagement für das finanziell angeschlagene Hesketh-Team beendet hatte. Für Hesketh bedeutete dies das Aus. Das Team trat fortan nicht mehr in Erscheinung.
Nicht anwesend war außerdem das Martini-Team. Stattdessen kehrte der spanische Gaststarter Emilio de Villota am Steuer seines privaten McLaren M23 anlässlich seines Heim-Grand-Prix ins Teilnehmerfeld zurück. Patrick Tambay nahm nach einer verletzungsbedingten Pause seinen Platz im McLaren-Werksteam wieder ein.

### Training
Die beiden Lotus-Werkspiloten dominierten das Training nach Belieben und qualifizierten sich überlegen für die erste Startreihe, wobei Pole-Setter Andretti eine um rund eine Sekunde schnellere Rundenzeit absolvierte als der drittplatzierte Carlos Reutemann im Ferrari 312T3. Es folgte James Hunt vor Gilles Villeneuve und Niki Lauda. John Watson, Riccardo Patrese, Jody Scheckter und Jacques Laffite komplettierten die Top Ten. Die vier weiteren teilnehmenden Franzosen folgten hinter ihrem Landsmann Laffite auf den Startplätzen 11 bis 14.

### Rennen
Während Peterson nur ein schlechter Start gelang, der ihn bis auf den neunten Platz zurückwarf, übernahm Hunt nach einem guten Start von Startposition vier aus die Führung. Ihm folgten Andretti, Reutemann, Watson und Villeneuve.
In der sechsten Runde übernahm Andretti die Führung und verschaffte sich rasch einen Vorsprung. Unterdessen arbeitete sich Peterson bis zur 29. Runde bis auf den fünften Platz nach vorn, teilweise begünstigt durch technische Probleme der Kontrahenten Villeneuve, Patrese und Reutemann.
Laffite und Peterson zogen in der 37. Runde an Watson vorbei, der aufgrund von Überrundungsmanövern leicht behindert wurde. Eine Runde später ging Peterson an Laffite vorbei und nahm dadurch den dritten Platz ein. Er holte bis zur 53. Runde den zweitplatzierten Hunt ein und überholte ihn schließlich. Dieser fiel kurz darauf hinter Laffite und Lauda zurück, bevor der Österreicher aufgrund eines Motorschadens ausfiel. Hunt hielt sich daraufhin drei Runden lang auf dem vierten Rang, bis er von Scheckter und Watson überholt wurde. Kurz zuvor hatte Reutemann einen durch einen technischen Defekt an seinem Ferrari ausgelösten schweren Unfall, bei dem er über die Leitplanken hinweg in die Fangzäune einschlug, unverletzt überstanden.
Lotus feierte den zweiten Doppelsieg in Folge. Laffite wurde Dritter vor Scheckter, Watson und Hunt.

## Meldeliste
| Team                            | Nr. | Fahrer                | Chassis        | Motor                     | Reifen |
| ------------------------------- | --- | --------------------- | -------------- | ------------------------- | ------ |
| Parmalat Racing Team            | 01  | Niki Lauda            | Brabham BT46   | Alfa Romeo 115-12 3.0 F12 | G      |
| Parmalat Racing Team            | 02  | John Watson           | Brabham BT46   | Alfa Romeo 115-12 3.0 F12 | G      |
| Elf Team Tyrrell                | 03  | Didier Pironi         | Tyrrell 008    | Ford Cosworth DFV 3.0 V8  | G      |
| Elf Team Tyrrell                | 04  | Patrick Depailler     | Tyrrell 008    | Ford Cosworth DFV 3.0 V8  | G      |
| John Player Team Lotus          | 05  | Mario Andretti        | Lotus 79       | Ford Cosworth DFV 3.0 V8  | G      |
| John Player Team Lotus          | 06  | Ronnie Peterson       | Lotus 79       | Ford Cosworth DFV 3.0 V8  | G      |
| Marlboro Team McLaren           | 07  | James Hunt            | McLaren M26    | Ford Cosworth DFV 3.0 V8  | G      |
| Marlboro Team McLaren           | 33  | Patrick Tambay        | McLaren M26    | Ford Cosworth DFV 3.0 V8  | G      |
| ATS Racing Team                 | 09  | Jochen Mass           | ATS HS1        | Ford Cosworth DFV 3.0 V8  | G      |
| ATS Racing Team                 | 10  | Alberto Colombo       | ATS HS1        | Ford Cosworth DFV 3.0 V8  | G      |
| Scuderia Ferrari SpA SEFAC      | 11  | Carlos Reutemann      | Ferrari 312T3  | Ferrari 015 3.0 F12       | M      |
| Scuderia Ferrari SpA SEFAC      | 12  | Gilles Villeneuve     | Ferrari 312T3  | Ferrari 015 3.0 F12       | M      |
| Fittipaldi Automotive           | 14  | Emerson Fittipaldi    | Fittipaldi F5A | Ford Cosworth DFV 3.0 V8  | G      |
| Équipe Renault Elf              | 15  | Jean-Pierre Jabouille | Renault RS01   | Renault EF1 1.5 V6t       | M      |
| Shadow Racing Team              | 16  | Hans-Joachim Stuck    | Shadow DN9     | Ford Cosworth DFV 3.0 V8  | G      |
| Shadow Racing Team              | 17  | Clay Regazzoni        | Shadow DN9     | Ford Cosworth DFV 3.0 V8  | G      |
| Durex Team Surtees              | 18  | Rupert Keegan         | Surtees TS20   | Ford Cosworth DFV 3.0 V8  | G      |
| Beta Team Surtees               | 19  | Vittorio Brambilla    | Surtees TS20   | Ford Cosworth DFV 3.0 V8  | G      |
| Walter Wolf Racing              | 20  | Jody Scheckter        | Wolf WR5       | Ford Cosworth DFV 3.0 V8  | G      |
| Team Tissot Ensign              | 22  | Jacky Ickx            | Ensign N177    | Ford Cosworth DFV 3.0 V8  | G      |
| Team Rebaque                    | 25  | Héctor Rebaque        | Lotus 78       | Ford Cosworth DFV 3.0 V8  | G      |
| Ligier Gitanes                  | 26  | Jacques Laffite       | Ligier JS9     | Matra MS78 3.0 V12        | G      |
| Williams Grand Prix Engineering | 27  | Alan Jones            | Williams FW06  | Ford Cosworth DFV 3.0 V8  | G      |
| Centro Asegurador F1            | 28  | Emilio de Villota     | McLaren M23    | Ford Cosworth DFV 3.0 V8  | G      |
| Liggett Group/BS Fabrications   | 30  | Brett Lunger          | McLaren M26    | Ford Cosworth DFV 3.0 V8  | G      |
| Theodore Racing Hong Kong       | 32  | Keke Rosberg          | Theodore TR1   | Ford Cosworth DFV 3.0 V8  | G      |
| Arrows Racing Team              | 35  | Riccardo Patrese      | Arrows FA1     | Ford Cosworth DFV 3.0 V8  | G      |
| Arrows Racing Team              | 36  | Rolf Stommelen        | Arrows FA1     | Ford Cosworth DFV 3.0 V8  | G      |
| Team Merzario                   | 37  | Arturo Merzario       | Merzario A1    | Ford Cosworth DFV 3.0 V8  | G      |

## Klassifikationen

### Startaufstellung
| Pos. | Fahrer                | Konstrukteur       | Zeit       | Ø-Geschwindigkeit | Start |
| ---- | --------------------- | ------------------ | ---------- | ----------------- | ----- |
| 01   | Mario Andretti        | Lotus-Ford         | 1:16,39    | 160,419 km/h      | 01    |
| 02   | Ronnie Peterson       | Lotus-Ford         | 1:16,68    | 159,812 km/h      | 02    |
| 03   | Carlos Reutemann      | Ferrari            | 1:17,40    | 158,326 km/h      | 03    |
| 04   | James Hunt            | McLaren-Ford       | 1:17,66    | 157,796 km/h      | 04    |
| 05   | Gilles Villeneuve     | Ferrari            | 1:17,76    | 157,593 km/h      | 05    |
| 06   | Niki Lauda            | Brabham-Alfa Romeo | 1:17,94    | 157,229 km/h      | 06    |
| 07   | John Watson           | Brabham-Alfa Romeo | 1:17,98    | 157,148 km/h      | 07    |
| 08   | Riccardo Patrese      | Arrows-Ford        | 1:18,14    | 156,826 km/h      | 08    |
| 09   | Jody Scheckter        | Wolf-Ford          | 1:18,24    | 156,626 km/h      | 09    |
| 10   | Jacques Laffite       | Ligier-Matra       | 1:18,42    | 156,266 km/h      | 10    |
| 11   | Jean-Pierre Jabouille | Renault            | 1:18,99    | 155,139 km/h      | 11    |
| 12   | Patrick Depailler     | Tyrrell-Ford       | 1:19,06    | 155,001 km/h      | 12    |
| 13   | Didier Pironi         | Tyrrell-Ford       | 1:19,11    | 154,903 km/h      | 13    |
| 14   | Patrick Tambay        | McLaren-Ford       | 1:19,28    | 154,571 km/h      | 14    |
| 15   | Emerson Fittipaldi    | Fittipaldi-Ford    | 1:19,33    | 154,474 km/h      | 15    |
| 16   | Vittorio Brambilla    | Surtees-Ford       | 1:19,71    | 153,737 km/h      | 16    |
| 17   | Jochen Mass           | ATS-Ford           | 1:19,98    | 153,218 km/h      | 17    |
| 18   | Alan Jones            | Williams-Ford      | 1:19,99    | 153,199 km/h      | 18    |
| 19   | Rolf Stommelen        | Arrows-Ford        | 1:20,03    | 153,123 km/h      | 19    |
| 20   | Héctor Rebaque        | Lotus-Ford         | 1:20,21    | 152,779 km/h      | 20    |
| 21   | Jacky Ickx            | Ensign-Ford        | 1:20,36    | 152,494 km/h      | 21    |
| 22   | Clay Regazzoni        | Shadow-Ford        | 1:20,67    | 151,908 km/h      | 22    |
| 23   | Rupert Keegan         | Surtees-Ford       | 1:20,77    | 151,720 km/h      | 23    |
| 24   | Hans-Joachim Stuck    | Shadow-Ford        | 1:20,87    | 151,532 km/h      | 24    |
| DNQ  | Arturo Merzario       | Merzario-Ford      | 1:20,91    | 151,457 km/h      | –     |
| DNQ  | Brett Lunger          | McLaren-Ford       | 1:21,17    | 150,972 km/h      | –     |
| DNQ  | Emilio de Villota     | McLaren-Ford       | 1:21,55    | 150,269 km/h      | –     |
| DNQ  | Alberto Colombo       | ATS-Ford           | 1:21,59    | 150,195 km/h      | –     |
| DNPQ | Keke Rosberg          | Theodore-Ford      | keine Zeit | –                 | –     |

### Rennen
| Pos. | Fahrer                | Konstrukteur       | Runden | Stopps | Zeit       | Start | Schnellste Runde |
| ---- | --------------------- | ------------------ | ------ | ------ | ---------- | ----- | ---------------- |
| 01   | Mario Andretti        | Lotus-Ford         | 75     | 0      | 1:41:47,06 | 01    | 1:20,06 (05.)    |
| 02   | Ronnie Peterson       | Lotus-Ford         | 75     | 0      | + 19,56    | 02    | 1:20,40          |
| 03   | Jacques Laffite       | Ligier-Matra       | 75     | 0      | + 37,24    | 10    | 1:21,10          |
| 04   | Jody Scheckter        | Wolf-Ford          | 75     | 0      | + 1:00,06  | 09    | 1:21,33          |
| 05   | John Watson           | Brabham-Alfa Romeo | 75     | 0      | + 1:05,93  | 07    | 1:21,27          |
| 06   | James Hunt            | McLaren-Ford       | 74     | 1      | + 1 Runde  | 04    | 1:20,44          |
| 07   | Vittorio Brambilla    | Surtees-Ford       | 74     | 0      | + 1 Runde  | 16    | 1:22,44          |
| 08   | Alan Jones            | Williams-Ford      | 74     | 0      | + 1 Runde  | 18    | 1:21,87          |
| 09   | Jochen Mass           | ATS-Ford           | 74     | 0      | + 1 Runde  | 17    | 1:22,04          |
| 10   | Gilles Villeneuve     | Ferrari            | 74     | 2      | + 1 Runde  | 05    | 1:20,94          |
| 11   | Rupert Keegan         | Surtees-Ford       | 73     | 0      | + 2 Runden | 23    | 1:23,20          |
| 12   | Didier Pironi         | Tyrrell-Ford       | 71     | 0      | + 4 Runden | 13    | 1:21,58          |
| 13   | Jean-Pierre Jabouille | Renault            | 71     | 0      | + 4 Runden | 11    | 1:22,63          |
| 14   | Rolf Stommelen        | Arrows-Ford        | 71     | 1      | + 4 Runden | 19    | 1:23,35          |
| 15   | Clay Regazzoni        | Shadow-Ford        | 67     | 0      | DNF        | 22    | 1:22,53          |
| –    | Jacky Ickx            | Ensign-Ford        | 64     | 0      | DNF        | 21    | 1:22,19          |
| –    | Emerson Fittipaldi    | Fittipaldi-Ford    | 62     | 0      | NC         | 15    | 1:22,11          |
| –    | Carlos Reutemann      | Ferrari            | 57     | 0      | DNF        | 03    | 1:20,78          |
| –    | Niki Lauda            | Brabham-Alfa Romeo | 56     | 0      | DNF        | 06    | 1:20,85          |
| –    | Patrick Depailler     | Tyrrell-Ford       | 50     | 0      | DNF        | 12    | 1:20,84          |
| –    | Hans-Joachim Stuck    | Shadow-Ford        | 45     | 0      | DNF        | 24    | 1:22,90          |
| –    | Riccardo Patrese      | Arrows-Ford        | 21     | 0      | DNF        | 08    | 1:21,14          |
| –    | Héctor Rebaque        | Lotus-Ford         | 21     | 0      | DNF        | 20    | 1:23,46          |
| –    | Patrick Tambay        | McLaren-Ford       | 16     | 0      | DNF        | 14    | 1:21,71          |

## WM-Stände nach dem Rennen
Die ersten sechs des Rennens bekamen 9, 6, 4, 3, 2 bzw. 1 Punkt(e). Es zählten nur die besten sieben Ergebnisse aus den ersten acht Rennen und die besten sieben Ergebnisse aus den letzten acht Rennen. In der Konstrukteurswertung zählte nur das Ergebnis des bestplatzierten Fahrers eines Teams.

### Fahrerwertung
| Pos. | Fahrer             | Konstrukteur       | Punkte |
| ---- | ------------------ | ------------------ | ------ |
| 01   | Mario Andretti     | Lotus-Ford         | 36     |
| 02   | Ronnie Peterson    | Lotus-Ford         | 26     |
| 03   | Patrick Depailler  | Tyrrell-Ford       | 23     |
| 04   | Carlos Reutemann   | Ferrari            | 22     |
| 05   | Niki Lauda         | Brabham-Alfa Romeo | 16     |
| 06   | Jacques Laffite    | Ligier-Matra       | 10     |
| 07   | John Watson        | Brabham-Alfa Romeo | 9      |
| 08   | Jody Scheckter     | Wolf-Ford          | 7      |
| 09   | Emerson Fittipaldi | Fittipaldi-Ford    | 6      |
| 10   | Didier Pironi      | Tyrrell-Ford       | 5      |
| 11   | James Hunt         | McLaren-Ford       | 4      |
| 12   | Alan Jones         | Williams-Ford      | 3      |
| 13   | Gilles Villeneuve  | Ferrari            | 3      |
| 14   | Clay Regazzoni     | Shadow-Ford        | 2      |
| 15   | Riccardo Patrese   | Arrows-Ford        | 2      |
| 16   | Patrick Tambay     | McLaren-Ford       | 1      |
| 17   | Jochen Mass        | ATS-Ford           | 0      |

| Pos. | Fahrer                | Konstrukteur  | Punkte |
| ---- | --------------------- | ------------- | ------ |
| 18   | Brett Lunger          | McLaren-Ford  | 0      |
| 19   | Vittorio Brambilla    | Surtees-Ford  | 0      |
| 20   | Jean-Pierre Jarier    | ATS-Ford      | 0      |
| 21   | Bruno Giacomelli      | McLaren-Ford  | 0      |
| 22   | Rolf Stommelen        | Arrows-Ford   | 0      |
| 23   | René Arnoux           | Martini-Ford  | 0      |
| 24   | Héctor Rebaque        | Lotus-Ford    | 0      |
| 25   | Jean-Pierre Jabouille | Renault       | 0      |
| 26   | Rupert Keegan         | Surtees-Ford  | 0      |
| 27   | Jacky Ickx            | Ensign-Ford   | 0      |
| 28   | Hans-Joachim Stuck    | Shadow-Ford   | 0      |
| –    | Danny Ongais          | Ensign-Ford   | 0      |
| –    | Lamberto Leoni        | Ensign-Ford   | 0      |
| –    | Arturo Merzario       | Merzario-Ford | 0      |
| –    | Keke Rosberg          | Theodore-Ford | 0      |
| –    | Eddie Cheever         | Hesketh-Ford  | 0      |

### Konstrukteurswertung
| Pos. | Konstrukteur       | Punkte |
| ---- | ------------------ | ------ |
| 01   | Lotus-Ford         | 45     |
| 02   | Tyrrell-Ford       | 25     |
| 03   | Ferrari            | 22     |
| 04   | Brabham-Alfa Romeo | 22     |
| 05   | Ligier-Matra       | 10     |
| 06   | Wolf-Ford          | 7      |
| 07   | Fittipaldi-Ford    | 6      |
| 08   | McLaren-Ford       | 4      |
| 09   | Williams-Ford      | 3      |
| 10   | Shadow-Ford        | 2      |

| Pos. | Konstrukteur  | Punkte |
| ---- | ------------- | ------ |
| 11   | Arrows-Ford   | 2      |
| 12   | ATS-Ford      | 0      |
| 13   | Martini-Ford  | 0      |
| 14   | Renault       | 0      |
| 15   | Surtees-Ford  | 0      |
| 16   | Ensign-Ford   | 0      |
| –    | Merzario-Ford | 0      |
| –    | Theodore-Ford | 0      |
| –    | Hesketh-Ford  | 0      |